# يحيى أحمد يحيى الخباني
يحيى أحمد يحيى الخباني هو شاعر يمني. ولد عام 1939 في مدينة يريم في محافظة إب. تلقى تعليمه في البداية في كتاتيب منطقته، ثم انتقل إلى صنعاء والتحق بالمدرسة العلمية هناك حتى تخرج منها، ثم تعلم على يد والده. عمل في البداية قابضاً لأموال الزكاة في منطقته عام 1973، ثم عامل أوقاف في يريم عام 1979، ثم مديراً لناحية السدة عام 1981. اجاد كتابة الشعر وخاصةً الغنائي منه، تغنى بأشعاره علي بن علي الآنسي، ومحمد أبو نصار.